# 15811 Nüsslein-Volhard
15811 Nüsslein-Volhard è un asteroide della fascia principale del diametro medio di circa 16,17 km. Scoperto nel 1994, presenta un'orbita caratterizzata da un semiasse maggiore pari a 3,1989264 UA e da un'eccentricità di 0,1702902, inclinata di 9,62782° rispetto all'eclittica.